# Desastre de Aznalcóllar

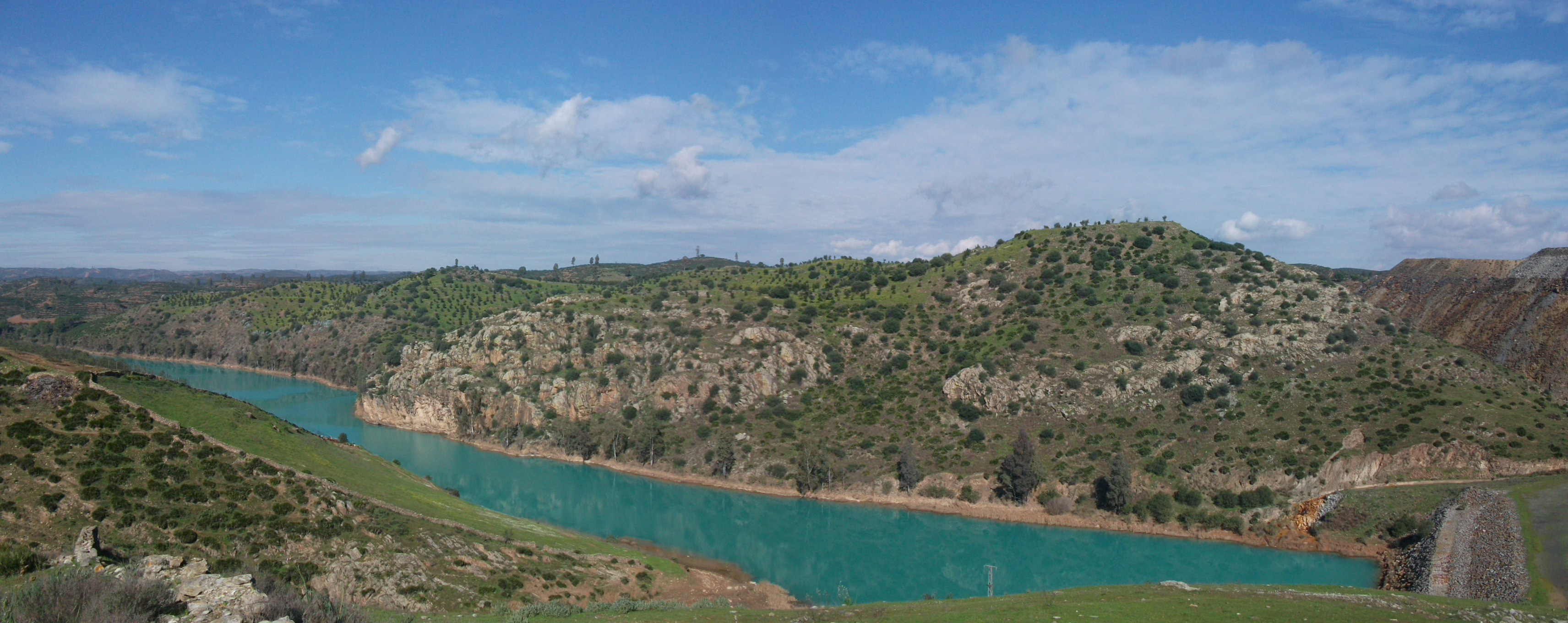
Río Agrio a la altura del casco municipal a la izquierda de la imagen y fuera de ella. A la derecha están las escombreras de las antiguas minas de pirita. El color turquesa es debido a la contaminación residual que proviene de las escorrentías de las escombreras.

El desastre de Aznalcóllar fue un desastre ecológico, producido por un vertido de lodos tóxicos en el parque nacional y Natural de Doñana, en Andalucía (España), el 25 de abril de 1998, causado por la rotura de la Balsa Minera de Aznalcóllar, propiedad de la empresa sueca Boliden.

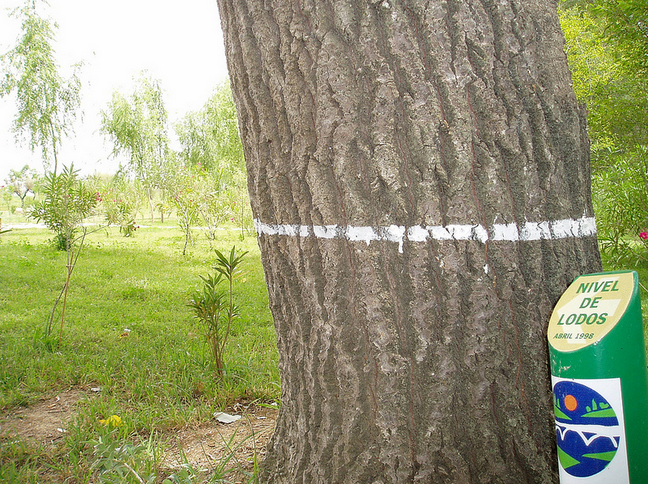
Imagen que muestra el nivel de los lodos alcanzados en el vertido de la mina de Aznalcóllar en la ribera del Guadiamar.

## Los contaminantes
Para evaluar dicho vertido se tomaron muestras de aguas, lodos, suelos contaminados y suelos no afectados, diez días después de producirse el accidente. Para ello se eligieron puntos muestrales del transecto de la cuenca, analizando los siguientes elementos Au, As, Ba, Be, Bi, Cd, Co, Cr, Cu, Hg, In, Mn, Mo, Ni, Pb, Sb, Sc, Se, Sn, Th, Tl, U, V, Y, Zn por ICP de masas. Los más destacados fueron el arsénico, cobalto, cromo, cobre, mercurio, manganeso, níquel, plomo, estaño, uranio y zinc. Por otro lado la granulometría y pH del suelo se analizaron según las normas internacionales de ISSS-ISRIC-FAO (1994)i

## Características de las aguas
Aparece el zinc como principal elemento contaminante (73 mg/L). En cantidades mucho menores, se encuentra el Pb, Co, Ni y Cd. Si se comparan estas concentraciones con los valores máximos permitidos para poder utilizar un agua para riego, se observa que se superan los niveles para el Co (129 veces) y el Cd (en 69 veces).

## Características de los lodos
Los elementos predominantes son Pb, Zn, As, Cu, Mn, Sb y Ba. Aparecen en cantidades no tan importantes Tl, Cr, Co, Cd y Ni; mientras que en proporciones menores están Mo, Hg y Sn.
Comparando estas concentraciones con los niveles máximos permitidos para poder usar lodos en agricultura (según la legislación española, BOE 1/10/90) solo se rebasan los umbrales para el Pb, Zn y Cu.

## Contaminación de los suelos
Se han de diferenciar tres tipos de contaminación:
Dentro del grupo I, las contaminaciones más intensas han sido debidas al Sb, Pb, As, Bi y Cu, pero por su toxicidad destacan: Cu, Cd, Pb, As y Zn. Aunque los elementos considerados como contaminantes superan los valores de referencia de los suelos sin contaminar, no todos llegan a niveles peligrosos o de intervención.
Por otro lado, estos metales podrán aumentar el valor en un futuro próximo, ya que se puede producir la oxidación de los lodos, pasando parte de los metales contenidos en ellos a estado soluble y ser arrastrados al interior del suelo.

## Las características de los suelos y el impacto de la contaminación
El comportamiento de los suelos ante la contaminación ha resultado ser muy variable dependiendo de sus características físicas, que han regulado la entrada de las aguas y los lodos;  además de las propiedades químicas que han influido en la fijación y evolución de los elementos contaminantes de los suelos.
El poder de autodepuración de los suelos no es infinito, y dicho poder es muy variable dependiendo de las propiedades de los suelos. Los suelos existentes en la región contaminada constituyen una pieza clave para la recuperación de la zona siendo por ello fundamental su estudio para cualquier proyecto de planificación de descontaminación.
Las propiedades que hacen que la vulnerabilidad de los suelos presenten una mayor capacidad de retención de metales pesados son: textura arcillosa, suelos impermeables, porosidad alta, circulación lenta del agua, pH básico, alta capacidad de cambio iónico, redox (valores bajos de Eh), presencia de carbonatos y sales, mineralogía de arcillas tipo 2:1 (esmectitas y vermiculitas), materia orgánica, microorganismos con nutrientes para la degradación de los contaminantes y para la humificación de la materia orgánica.

## Fases de contaminación
La contaminación soportada por los suelos se puede considerar desarrollada en dos fases.  

### Contaminación inicial
Se produce tras la llegada de las aguas y los lodos tóxicos. Dichos suelos estaban secos y agrietados, infiltrándose las aguas de forma masiva, mientras que los lodos quedan fundamentalmente sobre la superficie de los suelos, recubriéndolos, y solo una pequeña parte de ellos se introduce en el suelo a través de la macroporosidad.
La contaminación debida al agua se trata de contaminantes solubles que han impregnado masivamente los suelos (contaminación uniforme, contaminantes muy móviles, potencialmente tóxicos, bioasimilables). Por otro lado en los lodos los metales se encuentran en fase insoluble y se han introducido con carácter puntual, localizados en los macroporos del suelo (desigualmente repartidos, inmóviles, no actualmente tóxicos y no bioasimilables).
Se ha llegado a la conclusión que los suelos han actuado como autodepuradores evitando que parte de los metales alcanzaran el subsuelo y los niveles freáticos de la región.

### Contaminación secundaria
Es el resultado de la evolución de los lodos tras el paso del tiempo.
Los lodos cuando se depositaron, se encontraban saturados en agua por lo que reinaban condiciones reductoras y las partículas de sulfuros eran estables.
El suelo limoso con alta porosidad, le hace tener una gran capacidad de retención de agua. Al principio se da un proceso de desecación, lo que conduce a la oxidación de parte de los sulfuros que pasan a fase soluble bajo la forma de sulfatos,  liberándose los metales pesados asociados. Esto se vio en los intensos incrementos de sulfatos en la fracción soluble de los lodos entre el 4 de mayo y el 20 de mayo y por ello descendió el pH bruscamente, aumentando la inestabilidad mineral.
Al proseguir la desecación, las sales disueltas se concentran y precipitan formando eflorescencias blancas en la superficie de la capa de lodos y en las grietas de los suelos, estando constituidas por sulfatos complejos de Mg,Zn,Fe,Pb,Cu y Al (bianchita, beaverita, hexahidrita, principalmente).
Con la llegada de las primeras lluvias estas sales se disuelven y junto a las sales solubles retenidas en los microporos de los lodos se movilizan y se infiltran en los suelos aumentando las concentraciones de metales pesados. Por ello esta contaminación fue más intensa del 4 de mayo al 4 de junio, ya que se dieron importantes lluvias. Dicha oxidación hizo rebasar los niveles de intervención de muchos de los suelos.

## Recuperación de la zona
Los suelos tienen una contaminación de moderada a alta, por ello habrá que realizar un seguimiento periódico, para analizar su contenido en metales pesados y así evaluar su peligrosidad y el comportamiento del suelo.
Tras la retirada de lodos debe realizarse un análisis para evaluar el estado del suelo, utilizando para ello muestreo con malla aleatoria, cogiendo muestras a las distintas profundidades de 0-10, 10-30 y 30-50 cm.
Tras realizar el estudio se recomienda realizar las siguientes medidas:
1. Para los suelos poco contaminados realizar un arado profundo, para que se mezclen la capa superficial contaminada con los niveles inferiores menos contaminados, diluyendo la contaminación superficial.
2. Limpiar los lodos que han quedado en el horizonte superficial tras la primera limpieza.
3. Añadir caliza para neutralizar la acidez, ya que estos suelos no contenían carbonatos.
4. Añadir compuestos de hierro, arcillas o abonos orgánicos que tengan gran capacidad de fijación de metales pesados.
5. Plantar vegetación que absorba los metales, además de recolectarla y almacenarla, eliminando la contaminación y evitando su utilización agrícola.

Sin embargo, en 2015 a punto de reabrir la mina, todavía había una gran contaminación en el suelo.

## Posicionamiento de periodistas ante el evento
Rogelio Fernández Reyes recoge en su libro Aproximación al movimiento ecologista andaluz. Hacia la reconciliación con la naturaleza en Andalucía que «investigadores del Instituto de Recursos Naturales y Agrobiología (IRNAS), dependiente del CSIC, habían señalado en numerosos trabajos, publicados en los años 80 y 90, la existencia de significativos niveles de metales pesados en el cauce del Guadiamar (procedentes de las explotaciones mineras), y habían advertido del riesgo que suponía para el Parque Nacional de Doñana la existencia de una balsa de residuos, de tales dimensiones, en la cabecera del cauce que regaba las marismas del Guadalquivir».
En este mismo punto coincide también el periodista Joaquín Fernández quien en El ecologismo español llega a afirmar que «lo sorprendente, sin embargo, es que ante la permisividad de las administraciones y la irresponsabilidad de las empresas, no ocurran [este tipo de desastres] con mayor frecuencia. De hecho, pocos días después de esta catástrofe, estalló otra balsa en Cádiz sin mayores consecuencias afortunadamente. Las denuncias sobre el impacto de la minería a cielo abierto han sido frecuentes así como los riesgos derivados de balsas o de escombreras de estériles». Añade Fernández que «lo sucedido en apenas unos minutos tras la rotura de la balsa de lodos de las minas de Aznalcóllar ha venido ocurriendo en la bahía de Portmán (Cartagena), día a día, durante más de treinta años».

## Proceso judicial
En 2002 se cerró la vía penal —21 técnicos imputados fueron absueltos—, por lo que la Junta de Andalucía demandó a Boliden para recuperar los 89 millones invertidos en la limpieza de residuos, pero el Juzgado de Primera Instancia n.º 11 de Sevilla se declaró incompetente, decisión que fue ratificada en 2003 por la Audiencia de Sevilla y en 2007 por el Tribunal Superior de Justicia de Andalucía. Entonces la Junta presentó un recurso ante el Tribunal Supremo, que en 2012 ordenó que el caso, después del «indeseable peregrinaje sufrido», regresara al mismo juzgado sevillano de primera instancia que se inhibió una década antes. En 2013 ese juzgado inició las diligencias para determinar a quién corresponde pagar la limpieza de los seis millones de metros cúbicos de lodos tóxicos que afectaron a 4.634 hectáreas en el entorno del parque de Doñana. Sin embargo, en su última memoria anual, la compañía sueca indicaba que sus abogados en España no prevén «sufrir ningún daño económico como resultado del proceso legal, por lo que no ha hecho provisiones monetarias».